# 中興路駅
座標: 北緯31度15分19秒 東経121度27分51秒 / 北緯31.25528度 東経121.46417度
中興路駅（ちゅうきょうろえき）は上海市静安区に位置する上海地下鉄8号線の駅。

## 駅構造
島式ホーム1面2線を有する地下駅。

## 歴史
- 2007年12月29日 - 開業。

## 隣の駅
上海軌道交通
■8号線
西蔵北路駅 - 中興路駅 - 曲阜路駅